# 斯科特·尼爾
斯科特·尼爾（英語：Scott Neal；1978年6月10日—）是英國的一位演員。他在1989年進入安那·謝爾戲劇學校。此後他出演過東區人登肥皂劇。1996年，他出演同性戀題材電影愈愛愈美麗，並因此成名。2010年，他參與出演了肥皂劇聖橡鎮少年。

## 外部連結
- 斯科特·尼爾在互联网电影资料库（IMDb）上的資料（英文）